# Campionato azero di calcio a 5 2008-2009
Il Campionato azero di calcio a 5 2008-2009 è stata la quindicesima edizione del massimo campionato di calcio a 5 dell'Azerbaigian, giocato nella stagione 2008/2009 con la formula del girone unico, e che ha visto la vittoria finale del Araz Naxçivan, al suo quinto titolo di Azerbaigian.

## Classifica finale
| Pos | Squadra          | Pti | G  | V  | N | P  | GF  | GS  |
| --- | ---------------- | --- | -- | -- | - | -- | --- | --- |
| 1   | Araz Naxçivan    | 59  | 21 | 19 | 2 | 0  | 134 | 43  |
| 2   | Neftchi Baku PFC | 46  | 21 | 14 | 4 | 3  | 124 | 66  |
| 3   | Azmetko Baku     | 46  | 21 | 15 | 1 | 5  | 98  | 49  |
| 4   | Ekol Baku        | 37  | 21 | 11 | 4 | 6  | 129 | 63  |
| 5   | TT Baku          | 26  | 21 | 8  | 2 | 11 | 94  | 92  |
| 6   | Qarabag V. Agdam | 15  | 21 | 4  | 3 | 14 | 72  | 123 |
| 7   | Olimp Baku       | 11  | 21 | 3  | 2 | 16 | 50  | 135 |
| 8   | Xanbulan Baku    | 3   | 21 | 1  | 0 | 20 | 69  | 199 |